# Дзьобак оливковий
Дзьоба́к оливковий (Gecinulus rafflesii) — вид дятлоподібних птахів родини дятлових (Picidae). Мешкає в Південно-Східній Азії. Вид названий на честь британського державного діяча Стемфорда Рафлза. Раніше його відносили до роду Дзьобак (Dinopium), однак за результатами молекулярно-філогенетичного дослідження 2017 року вид був переведений до роду Дзекіль (Gecinulus).

## Опис
Довжина птаха становить 26-28 см. Вага представників номінативного підвиду становить 87–119 г, представників підвиду G. r. dulitensis 76-84 г. У самців потилиця і верхня частина спини чорні, решта верхньої частини тіла темно-оливково-зелена,пера на ній мають бронзові або жовтуваті кінчики, пера на надхвісті також іноді мають оранжеві або блідо-червонуваті кінчики. верхні покривні пера крил мають бронзовий або жовтувато-оливково-зелений відтінок. Махові пера бурувато-чорні, на внутрішніх опахалах у них є білі плямки. У другорядних махових пер внутрішні опахала жовтувато-зелені, поцятковані білими плямками. Верхня сторона хвоста чорна, нижня оливково-чорна. нижня частина тіла, від горла до гузки, рівномірно оливкова або сірувато-оливкова, часто з червонуватим відтінком. Боки сильно поцятковані білими плямками. Нижня сторона крил темно-коричнева, поцяткована більшими плямами.
Верхня частина голови червона, окаймлена вузькою чорною смугою, пера на ній мають охристі краї. На тімені є короткий чуб. Від верхнього края очей до потилиці ідуть широкі білі смуги, під ними є широкі чорні смуги, під якими є жовтувато-охристі смуги, які ідуть від основи дзьоба, під очима стають білими і проходять з боків шиї до верхньої частини грудей. Під цими смугами є коричнюваті, жовтуваті або іржасто=жовті смуги, які починаються від основи нижньої частини дзьоба, на щоках стають чорними і ідуть до верхньої частини грудей, окаймлюючи з боків підборіддя і горло, які мають охристо-коричневе, жовтувате або іржасто-жовте забарвлення. Дзьоб середньої довжини, долотоподібний, вузький біля основи, сірий або чорнувато-сірий. Райдужки темно-червонувато-карі. Лапи сизі або сірі.
У самиць червона пляма на голові відсутня, тім'я і чуб на ньому у них повністю чорні, лоб світліший, охристий. Чуб у самиць коротший, ніж у самців. Представники підвиду G. r. dulitensis є меншими, ніж представники номінативного підвиду. 

## Підвиди
Виділяють два підвиди:
- G. r. rafflesii (Vigors, 1830) — південь М'янми, південний захід Таїланду (перешийок Кра), Малайський півострів, Суматра, острів Банка;
- G. r. dulitensis (Delacour, 1946) — Калімантан.

## Поширення і екологія
Оливкові дзьобаки мешкають в М'янмі, Таїланді, Малайзії, Індонезії і Брунеї. Вони живуть в густих вологих тропічних лісах, в заболочених лісах і мангрових заростях. Зустрічаються поодинці або парами, на висоті до 1200 м над рівнем моря, на Калімантані місцями на висоті до 1600 м над рівнем моря. Живляться мурахами таїх лялечками, а також термітами, яких шукають в нижньому і середньому ярусах лісу на стовбурах дерев, на нижніх гілках крони дерев, а також серед хмизу на землі. Початок сезону розмноження різниться в залежності від регіону. Птахи гніздяться в дуплах дерев.

## Збереження
МСОП класифікує стан збереження цього виду як близький до загрозливого. Оливковим дзьобакам загрожує знищення природного середовища.